# Янувек (Груєцький повіт)
Янувек (пол. Janówek) — село в Польщі, у гміні Груєць Груєцького повіту Мазовецького воєводства.
Населення — 117 осіб (2011).
У 1975-1998 роках село належало до Радомського воєводства.

## Демографія
Демографічна структура станом на 31 березня 2011 року:
|          | Загалом | Допрацездатний вік | Працездатний вік | Постпрацездатний вік |
| -------- | ------- | ------------------ | ---------------- | -------------------- |
| Чоловіки | 57      | 8                  | 43               | 6                    |
| Жінки    | 60      | 16                 | 29               | 15                   |
| Разом    | 117     | 24                 | 72               | 21                   |